# Altessing
Altessing ist ein Gemeindeteil des Marktes Essing und eine Gemarkung im niederbayerischen Landkreis Kelheim.

## Geographie
Das Kirchdorf Altessing liegt im Altmühltal zwischen Riedenburg und Kelheim südlich der Staatsstraße 2230.
Die Gemarkung Altessing hat eine Fläche von 427,92 Hektar, nur den Gemarkungsteil 0 und liegt vollständig in der Gemeinde Essing.

## Geschichte
Bis 1938 bestand die Gemeinde Altessing, aus der gemeinsam mit Neuessing die Gemeinde Essing gebildet wurde. Die Gemeinde Altessing im Bezirksamt Kelheim bestand aus den 14 Gemeindeteilen Altessing, Eisensdorf, Felsenhäusl, Hammerthal, Hiersdorf, Oberau, Osterholzen, Randeck, Riedhof, Schellneck, Schleuße Nr. 4, Schulerloch, Unterau und Weihermühle und hatte 1925 eine Gemeindefläche von 766,65 Hektar. Im Jahr 1933 hatte sie 283 Einwohner.